# ニーコン (モスクワ総主教)
ニーコン（ニコンとも。露: Никон,патриарх Московский, 1605年5月7日 - 1681年8月17日）は、モスクワおよび全ルーシの総主教（在位：1652年 - 1666年）である。ロマノフ朝2代目のツァーリ・アレクセイ（在位：1645年 - 1676年）によって、1652年、47歳のときに総主教に任命され、一連の改革を行った。ツァーリの庇護のもと政治的にも権勢をふるったが、傲慢な態度が災いし、1666年のモスクワの教会会議にて総主教の地位を剥奪される。ニーコンが主導した改革のなかでも、もっとも大きな影響を与えたのは、1653年に始まる教会の儀礼改革（奉神礼改革）である。彼の改革のためにロシア正教は分裂し、その余波は20世紀後半にまで至る。

## 出身
1605年5月7日に生まれた。ニーコンの俗名はニキータ・ミノフである。ニジニ・ノヴゴロドの出身で、フィン系モルドヴァ人の血をひいているという説もある。彼が3人の息子をペストで亡くしたのは30歳前で、その後、ソロヴェツキー修道院で剃髪を受けた。モスクワに上るとツァーリ・アレクセイに厚遇され、モスクワのノヴォスパスキー修道院長、つづいてノヴゴロド府主教に任命されるなど、急速な出世を遂げた。ツァーリの要望によって、1652年、ニーコンはモスクワ総主教（モスクワ並びに全ルーシの総主教）に着座した。ニーコンは、才気に満ち行動力があり、ツァーリに対しても臆することがなく、一種のカリスマ性すら有していたようである。そのような資質がアレクセイを惹きつけ、ニーコンの後ろ盾となさしめたといえよう。

## 教会改革前夜

### 動乱時代後の混乱
ニーコンが総主教となった17世紀なかばは、リューリク朝の断絶から動乱時代（スムータ、1598-1613年）までの混乱がようやく収まりかけた時期である。1613年に動乱時代が終わると、ミハイル・ロマノフがロマノフ朝の初ツァーリとなり、ミハイルの父フィラレートがモスクワ総主教の座に着いた。国家と正教会が一体となって、モスクワ国家の再建を始めたのであった。
教会関係の課題は、まず、動乱時代、他宗派諸国に占領されていた土地の正教徒への対応であった。彼らの儀礼は、モスクワ大公国の正教会とは、ずれができていた。西ルーシのルーシ人は、16世紀を通して、カトリックを国教とするポーランド・リトアニア共和国の支配下にあった。彼らは、コンスタンティノープル総主教庁の管轄のもとに正教を信仰していたが、同地の正教会は、イエズス会をはじめとするカトリック教会の圧力によって、1596年には、ローマ教皇の管轄権を受け入れざるを得なかった（ブレストの教会合同）。合同を進めたカトリック国王ジグムント3世ヴァーサの死後、西ルーシは、キエフ主教座を回復し、イエズス会の方法を取り入れた独自の正教教育を行いはじめた。カトリックやプロテスタントの教義や論争の影響により神学は洗練され、ラテン的な美術、音楽、文学が生みだされた。モスクワより早く、西ヨーロッパの優れた印刷技術を受け入れた西ルーシ正教会の本は、モスクワへも入り込んだ。モスクワ正教会にとっては、この西ルーシの新しい正教文化の波を、受け入れるのか、異端として排除するのかが、大きな問題となっていた。

### モスクワ正教会の堕落
いっぽう、動乱時代終了後のモスクワの正教会は、組織を建て直し、ツァーリの庇護のもとで、莫大な所領を持つようになった。
1636年、当時の総主教イオアサフ1世に提出されたニジニ・ノヴゴロドの司祭らの嘆願書は、同地の教会での聖職者の無知と怠惰、協会内の風紀の乱れを訴えている。たとえば、司祭や輔祭らが、奉神礼の際、聖歌の何節かを一度に歌って（多重唱、多旋律とも）、早く儀式を終わらせようというものである。また、信徒たちの乱脈な宴会なども非難した。

### ツァーリ・アレクセイの戴冠と敬虔派の聖職者たち
1645年にツァーリ・ミハイルの息子アレクセイが16歳で即位した。若く、信仰厚いツァーリのもとに、改革意識の強い聖職者が何人もモスクワに呼び寄せられた。
のちの研究では、教会改革に取り組んだ聖職者たちを敬虔派(боголюбцы)と呼ぶようになった。ニーコンもその一人である。
ほかには、改革反対に転じるニジニ・ノヴゴロドのアヴァクーム（1620年 - 1682年）もいる。
ニーコンがモスクワに上ると、ツァーリ・アレクセイに厚遇され、モスクワのノヴォスパスキー修道院長、つづいてノヴゴロド府主教に任命されるなど、急速な出世を遂げた。
敬虔派の主張の中心は、多旋律の禁止と説教の導入、また聖職者の規律の改革であった。だが、多旋律の禁止は、奉神礼の方式を大きく変えることになるため、正教会中心部の取り組みは遅かった。
当時ノヴゴロド府主教であったニーコンは、すでに管轄下で多旋律を禁止し、またモスクワに上るたびにツァーリ・アレクセイに単旋律での勤行を披露していた。1651年に、アレクセイが招集した教会会議で、単旋律の導入が決定された。ツァーリに大きな影響を与えたのは、ニーコンが見せた勤行であった。

## 総主教ニーコンの改革

### 奉神礼改革
総主教となったニーコンが初めに取り組んだ事業は祈祷書の統一であった。ロシア各地の祈祷書の文面には、異同が多数存在していた。ニーコンは、ギリシア人の学者に、典拠となる祈祷書の作成を命じた。
つづいてニーコンは奉神礼の改革にあたった。ロシア古来のものと代わって、同じ東方正教会であっても、ギリシアふうの儀礼を導入しようとしたのである。1653年2月、復活祭の直前にニーコンは通達を出した。
1. 十字を画くとき、今まで二本の指で行っていたが、今後はギリシアと同様、三本の指で行うこと[注釈 2]
2. 大斎期間のあいだ、シリアのエフレムの祈りの際、跪拝を今までの16回から4回に減らすこと。

ロシア史学者で、ロシア中世文芸の翻訳も多い中村喜和は、ニーコンの考えは、以下のようなものではなかったかと述べている。当時のロシアの風習からギリシア風への変更は、ビザンツ帝国が滅び、コンスタンティノープルがオスマン朝のものとなった当時にあっては、ロシアが全東方正教会の守護者となるために是非とも必要である。これは西ルーシを併合し、ギリシア正教の影響を受けた正教徒たちを受け入れる必要に駆られたツァーリ・アレクセイの意に沿ったものでもあった。

### ニーコン改革の反対者たち
ニーコンの改革は、ロシアの伝統的な奉神礼を重んじる聖職者の激しい反発を引き起こした。ニーコンも属していた敬虔派の聖職者たちの多くは、この奉神礼改革を、単なる「儀礼の修正」ではなく、ロシア正教の伝統を破壊するものとして受け止めた。ニーコンはラテン派（カトリック）の手先で、異端者だと考えられた。他の司祭や信徒にとっては、信仰生活は奉神礼がほとんどである。そのため、儀礼を変えることはすなわち信仰そのものの変化を求められたも同然であった。反対派に対して、ニーコンは、教会法の違反者として、破門、修道院への監禁、流刑などの強権的な処罰を行った。アヴァクームはシベリアのトボリスクに流された。

## 絶頂期から転落まで

### 栄光の絶頂
1654年10月ごろ、ツァーリ・アレクセイは、ニーコンに対して大君（偉大なる君主, ヴェーリキー・ゴスダーリ）という称号を与えた。この称号は、アレクセイの父、ツァーリ・ミハイルが、その父でモスクワ総主教フィラレートに与えた称号である。ニーコンは、ツァーリがモスクワを離れている期間は、摂政を務め政治権力を手にした。ニーコンは1654年の教会会議で、各地の高位聖職者に奉神礼改革を承認させた。反対者はコロムナ主教パーヴェル一人だけであり、彼はその後、主教の地位を剥奪されて流刑地で死去する。1655年3月にはアンティオキアやセルビアの総主教も承認した。ニーコンは、みずからの改革を正教会発祥の地であるビザンティンに戻るものだと主張した。1656年には反対者に対して、破門宣告をなした。
1656年には目立った反対運動はなくなったが、同時にニーコンの態度や行動は、傲慢になりすぎた。ツァーリを「月」とし、総主教は「太陽」だとして、総主教をツァーリより上位の存在だとしたり、修道院の特権を奪う条項を含むため、1649年の会議法典を「悪魔の書」と呼んだ。

### 失寵
1658年7月、ニーコンは総主教に座したまま、唐突に、モスクワ近郊の新エルサレム修道院に遁走した。ロシア史家の中澤敦夫は、これはツァーリを驚かせ、自分の権威を回復するための示威行為であろうと指摘する。ただしツァーリはすでにニーコンを疎んじており、帰還を請うことはなかった。教会は臨時の長を選んだが、ニーコン自身は総主教後継者の選出を拒み、ロシア正教会は、1658年から1667年まで、実質的には総主教がいない状態にあった。ツァーリ・アレクセイはニーコンを遠ざけても、教会のギリシア式への改革は続けたが、この間に、反対派が勢いを盛り返した。

### 総主教座の剥奪
ツァーリ・アレクセイと教会は1666年、大規模な教会会議を開き、同年12月に、正式にニーコンの総主教座を剥奪した。その後、彼はベローゼロの修道院に送られることになる。あるいはヴォログダのフェラポントフ修道院とも言われる。
1667年にはアンティオキアやアレクサンドリアの総主教が招かれ、奉神礼改革が公式に承認された。これを認めない者に対しては、破門することが宣言された。この後、二本指で十字を画く者は、正教会から分離派（ラスコーリニキ）と呼ばれるようになる。分離派（古儀式派）による抵抗と教会当局者への敵視、ツァーリ政府による古儀式派への弾圧が続いていく。
ニーコンは1681年8月17日に死去する。

## 逸話
ポーランドとの13年戦争（1654-1667年）にもかかわらず、17世紀のモスクワ宮廷や貴族のあいだでは、ポーランドを初めとする西ヨーロッパやラテンの文化が流行していた。ツァーリ・アレクセイはラテン語を刻んだポーランドふうの玉座を作らせた。ニーコンも例外ではなかった。1652年には、西ルーシのキエフから聖歌隊がモスクワを訪問し、ニーコンは彼らの音楽にいたく感動した。ニーコンは、ローマ教皇の冠に似せた宝冠をかぶったり、自分はロシア人だが、信仰の面ではギリシア人だと豪語していたという。

## 伝承
スチェンカ・ラージンの反乱の際のことである。1670年7月に、ラージンは7000人の大軍を率いて、ヴォルガ河を北上してモスクワに向かった。ラージンに共鳴した人々は、ラージンの船団の1隻には、1670年1月に崩御したツァーリ・アレクセイの長男、また別の1隻には、北の修道院に幽閉された総主教ニーコンが乗っていると信じた。これをもって、ロシア史家鳥山成人は、ラージンの反乱に加わった人々にも、「ツァーリへの敬愛と正教信仰」が根本にあると指摘した
。